# Giuseppe Guerini
Giuseppe Guerini (ur. 14 lutego 1970 w Gazzaniga) – włoski kolarz szosowy startujący wśród zawodowców od 1993 roku.
Do najważniejszych zwycięstw kolarza należy naliczyć etapowe zwycięstwa w Tour de France i Giro d'Italia (dwukrotnie kończył Giro na trzecim miejscu).

## Najważniejsze zwycięstwa i sukcesy
- 1994
  - etap w Volta a Portugal
- 1997
  - 3. Giro d'Italia
- 1998
  - etap w Route du Sud
  - 3. Giro d'Italia i wygrany etap
- 1999
  - etap w Tour de France
- 2002
  - 2. Semana Catalana
- 2003
  - 2. Tour de Suisse
- 2005
  - 20. Tour de France i wygrany etap